# Trölladyngja (Bárðarbunga)
Pour l’article homonyme, voir Trölladyngja (Krýsuvík).
Le Trölladyngja, toponyme islandais signifiant littéralement en français « le volcan bouclier du troll », est un volcan d'Islande situé dans le centre du pays, au nord du Vatnajökull et au sud-ouest de l'Askja, dans l'Ódáðahraun. Ce volcan bouclier culminant à 1 460 mètres d'altitude fait partie du système volcanique du Bárðarbunga.